# Gonzalo Bayarri
Pour les articles homonymes, voir Bayarri.
Bayarri  Esteve est un nom espagnol. Le premier nom de famille, en général paternel, est Bayarri ; le second, en général maternel, souvent omis, est Esteve.
Gonzalo Bayarri Esteve né le 30 novembre 1976 à Puzol (dans la province de Valence) est un coureur cycliste espagnol. Il est professionnel de 2000 à 2004.

## Biographie
Son meilleur résultat est une troisième place au classement final du Tour du Pays basque 2002.

## Palmarès

### Palmarès amateur
- 1998
  - 3e étape de la Vuelta a la Ribera
  - Tour de Carthagène
  - Trofeo San Isidro
- 1999
  - Trophée Iberdrola
  - Clásica Ciudad de Torredonjimeno
  - 5e étape du Tour de Palencia
  - 2e du Trophée Guerrita
  - 2e du Tour d'Alicante
  - 2e du Tour de Tarragone
  - 2e de la Volta del Llagostí

### Palmarès professionnel
- 2002
  - Subida al Naranco
  - 3e du Tour du Pays basque
- 2004
  - 3e de la Coppa Agostoni

## Résultats sur le Tour d'Espagne
3 participations
- 2002 : abandon
- 2003 : 157e
- 2004 : abandon (11e étape)